# Pseudonapomyza gujaratica
Pseudonapomyza gujaratica är en tvåvingeart som beskrevs av Shah 1980. Pseudonapomyza gujaratica ingår i släktet Pseudonapomyza och familjen minerarflugor. Inga underarter finns listade i Catalogue of Life.